# Jennifer Melfi
Jennifer Melfi, dr. med. fiktivni je lik iz HBO-ove televizijske serije Obitelj Soprano koju glumi Lorraine Bracco. Ona je psihijatrica mafijaškog bossa Tonyja Soprana.
Melfi je talijanska Amerikanka; njezina obitelj podrijetlom je iz Caserte. U prvoj se epizodi spominje kako je diplomirala na Sveučilištu Tufts. Ona je vjerojatno osoba koja najbolje istinski pozna Tonyja Soprana. Tijekom godina Tony joj je povjerio mnoge stvari koje nije rekao nikome drugome, čak ni svojim suradnicima ili ženi, Carmeli. Međutim, Melfi i Soprano imaju neobičan, toplo-hladni odnos. On se iznutra boji kako bi Melfi tijekom terapije mogla propitivati njegov privatni život, ali se u isto vrijeme boji rezultata od nebavljenja problemom. Zato ona tijekom njihovih terapija često samo gleda njegove promjene raspoloženja, ponekad raspoloženog za suradnju, a ponekad nasilnog - ponekad odgovarajući, a ponekad se ponašajući hladno i odbojno.
Melfi se trudila pomoći Sopranu, ali iako ponekad radi osjećaja pomaganja gangsteru, ali i odupirujući se ideji da ima romantične primisli o njemu — ona pokušava održati njihov odnos na profesionalnoj razini. Osim toga, Melfi se bori s alkoholizmom. Dok se ona odupirala Sopranovim stalnim udvaranjima, koja su je u isto vrijeme privlačila i prestrašivala, Tony više ne želi da njihov odnos ostane striktno profesionalan jer u njoj vidi jedinu stvar koju nije u mogućnosti imati.
Melfin sin, Jason LaPenna, često se pojavljuje u njezinu životu jer joj je jedino dijete. Jasonov otac njezin je bivši muž, Richard LaPenna.

## Na udaru
Tijekom borbe za prevlast između Tonyja i Juniora u prvoj sezoni, Junior kaže Mikeyju Palmiceu da Tony viđa psihijatra. To Juniora, Mikeyja i sve ostale članove Juniorove ekipe koji su za to doznali iznimno ljutitim i paranoičnim, jer se boje da bi Melfi mogla postati sudski svjedok protiv aktivnosti obitelji DiMeo. U epizodi prve sezone "Isabella", Junior i Mikey Palmice pošalju ubojice da likvidiraju Tonyja zbog odavanja mafijaških informacija Melfi; na Juniorovu i Mikeyjevu nesreću, pokušaj ubojstva propada; jednog ubojicu ubija drugi pokušavajući ustrijeliti Tonyja na njegovu vozačkom sjedalu s mjesta suvozača. Tony izbacuje drugog ubojicu na cestu, ne ubivši ga, ali ga ozbiljno ozlijedivši. Tony se nakratko nasmije, ali se onesvijesti nakon što se njegov nekontrolirani Chevy Suburban zabije u parkirani automobil. Tony obavještava Melfi da njegovi neprijatelji znaju za njegove terapije i da se ona mora početi skrivati kako je ne bi ubili dok se prašina ne slegne. Kako bi spasio njezin i svoj život, Tony daje ubiti Juniorove najviše rangirane plaćene ubojice Mikeyja Palmicea i Chuckyja Signorea. Samog Juniora spašava FBI-eva optužnica u prvoj epizodi druge sezone, "Guy Walks Into a Psychiatrist's Office...". Melfi u međuvremenu posao obavlja u motelskoj sobi izvan grada. Nakon što zadnji pripadnik Juniorove ekipe, Philly Parisi, biva ubijen, Tony obavještava Melfi "da je gotovo" i da se sigurno može vratiti kući.

## Silovanje
U epizodi treće sezone "Employee of the Month", Melfi sama ulazi u podzemnu garažu gdje je presretne ulični napadač. Zgrabi je straga, a nakon što ona pokuša pobjeći i vikati upomoć, on je odvuče natrag u stubište zgrade, gdje je brutalno siluje. Ostavlja je da bespomoćno leži plačući. U bolnici, stiže njezin bivši muž Richard, kojemu je drago da je živa. Nakon što otkrije kako silovatelj ima talijansko prezime, počne se sramiti sebe i talijanskog naroda, sugerirajući da takvi silovatelji bacaju loše svjetlo na Talijane. Melfi se obruši na njega rekavši mu kako njegova primjedba uopće nije relevantna za situaciju i samo pokazuje kako ima nisko samopoštovanje. Iako njezin silovatelj biva uhićen, kasnije ga puštaju jer je policija prilikom uhićenja prekršila protkol. To razbjesni Melfi koja ostaje u šoku nakon njegova oslobađanja. S kolegom i psihijatrom Elliotom Kupferbergom komentira, "Mogla sam dati seronju zgaziti kao kukca", misleći da je mogla poslati Tonyja da dadne ubiti silovatelja. Sljedeći šok događa se kad Melfi uđe u restoran brze hrane u kojem silovatelj radi. Ona na zidu ugleda njegovu nasmiješenu sliku na kojoj je proglašen zaposlenikom mjeseca ("Employee of the Month"). Ona samo suspregne potrebu da kaže Tonyju što se dogodilo; umjesto toga mu kaže da je doživjela prometnu nesreću.

## Završetak terapije
Unatoč nekoliko obostranih pokušaja Melfi i Tonyja da okončaju terapiju, u predzadnjoj epizodi "The Blue Comet", tijekom večere s kolegama, dr. Elliot Kupferberg spominje studiju koja pokazuje kako terapija ne uspijeva kod sociopata te otkriva drugim gostima da Melfi liječi Tonyja Soprana, što razljuti Melfi. Nakon razgovora, Melfi pročita članak koji kaže kako terapija ponekad može poslužiti da sociopati ili kriminalci opravdaju kriminalna djela. Ona počinje shvaćati da je Tonyjeva terapija bila beskorisna te da je pomogla njegovom kriminalnom životu. 
Na sljedećem sastanku, dr. Melfi kritizira Tonyja jer je istrgnuo stranicu iz njezina časopisa. Melfi zatim tijekom terapije napadne Tonyja, uglavnom ispaljujući sarkastične komentare dok on priča o nedavnim problemima. Ona mu ponudi da ga uputi drugom doktoru, na što on ostaje zbunjen. Konačno, Melfi kaže Tonyju da mu ne može pomoći, rekavši kako zbog trenutne obiteljske krize ne želi tratiti njegovo vrijeme. Tony ustaje i napušta sobu dok ga Melfi isprati do čekaonice. Tony zatim iz džepa izvadi istrgnutu stranicu s receptom za odrezak i pažljivo je i sarkastično smjesti na mjesto u časopisu s kojeg ju je istrgnuo. Melfi zalupi vratima, naizgled prekinuvši svoj profesionalni odnos s Tonyjem Sopranom.

## Vanjske poveznice
- Jennifer Melfi u internetskoj bazi filmova IMDb-u